# 關鍈
關鍈（1822年—1857年），一作關瑛，字秋芙，女，浙江杭州府錢塘縣人，清朝詩人。曾學書於魏滋伯，學畫於楊渚白，學琴於李玉峰，作家林語堂將其與陳芸同列為享受大自然藝術典型的「兩個中國女子」。

## 生平
- 清道光二年（1822年），出生於浙江錢塘的望族女嫻，成長後工文翰，能詩詞，喜畫牡丹，能作晉唐小楷。
- 道光二十三年（1843年），與蔣坦成婚，婚後伉儷情深。
- 道光二十四年（1844年），與夫同入招遊月湖，夜深為風露所欺。明曰復集吳山笙鶴樓，中酒禁寒[3]。
- 道光二十七年（1847年），與夫自蔣氏大家庭中分出，移居西子湖畔九曲城下巢園的一個簡陋小院中，前後將近有十年時間。蔣坦曾寫詩給妻子：「一寒至此憐張祿，再擁無由惜謝耽。篋為頻搜卿有意，褲猶可掛我何慚。」
- 咸豐二年（1852年），蔣坦著《秋燈瑣憶》刊行，記載：秋芙所種芭蕉，已葉大成陰，蔭蔽簾幕。秋來雨風滴瀝，枕上聞之，心與俱碎。一曰，余戲題斷句葉上云：「是誰多事種芭蕉，早也瀟瀟，晚也瀟瀟。」明曰見葉上續書數行云：「是君心緒太無聊，種了芭蕉，又怨芭蕉。」字畫柔媚，此秋芙戲筆也，然余於此，悟入正復不淺。
- 咸豐七年（1857年），關鍈卒，享年三十六歲。
- 咸豐十一年（1860年）十一月，太平軍攻克杭州，圍城兩月，蔣家廚絕炊煙。咸豐十二年（1861年）春蔣坦在凍餓中消逝。

## 著作
- 《三十六芙蓉詩存》一卷，咸豐七年（1857年）刻本。
- 《夢影樓詞》一卷，咸豐四年（1854年）刻本。收錄於《小檀欒室彙刻閨秀詞》，南陵徐氏刻本，清光緒二十二年（1896年）。

## 詞選
- 金縷曲（答沈湘濤）

夢想今三載。忽傳來、芙蓉箋紙，新詞十賚。

一樣紅顏漂泊感，鹽米光陰無奈。

好珍重、玉台詩派。

明月絳紗春風裏，看金釵、盡下門生拜。

浮大白，為君快。

相逢各有因緣在。算人生、才能妨命，病愁何怪。

只惜聰明長自誤，身世漂流文海。

況愁裏、朱顏易改。

不見花間雙蝶舞，但多情、既是升仙礙。

知我者，定能解。

- 洞仙歌（題橫山草堂圖）

茅堂十笏，在晚山深處。

門外蕭蕭水楊樹。

畍琅玕多少、一半雲棲，留一半、人與燕兒同住。

儂家溪上屋，簾榭中間，也有青山亂無數。

溪水半通橋，著個蜻蜓，還容得、竹床茶具。

只可惜、秋風起蘆花，把如此煙波、讓伊鷗鷺。

- 蝶戀花

幾日池塘雲不住。

柳也濛濛，想做清明雨。

半塌茶煙和夢煮。

畫屏幾點江南樹。

欲捲珠簾風不許。

如此黃昏，休去移箏柱。

樓上晚山青不去。夕陽正在鴉啼處。

## 評價
- 林語堂：「享受大自然，是一種藝術，視人的性情個性而異其趣。並且也如別種藝術一般，極難描寫其技巧。其中一切都出於自動，都須出於藝術天性的自動（指關鍈與陳芸）。」[4]
- 鄭發楚：「《秋燈瑣憶》是繼《影梅庵憶語》後的一篇憶語體文學作品。主人公關鍈是一個溫柔賢淑、美麗多情、才藝過人的大家閨秀，她天生體弱，卻生具慧眼，悟性奇高，琴棋詩両皆得名家真傳，尤詩詞為當時閨秀之首，為歷代文人所讚賞。」[5]

## 頌詞
金縷曲（清．王詒壽）

序云：關秋芙（鍈），錢唐蔣靄卿（坦）室也。工倚聲。嘗偕靄卿遊湖山間，一船書畫，簾影衣香，如神仙中人。余嘗一再過之，靄卿以所著《息影廬詩》及秋芙《夢影詞》見貽。既而羽警日逼，靄卿孤身羈越中，落魄蕉萃，人亦無援之者。千里淪胥，音耗遂杳。亂後訪之，則夫婦俱死矣。兩集皆失之，聞其板亦付劫火。偶于仲修齋頭見《夢影詞》，輒假歸重讀一過，不禁嘅然。為題二解。

烟瘦蘋衫熨。記閒攜、城東一棹，峭涼時節。

秋水荷花橫塘路，花裏畫船如月。

聽一縷、冰絃清越。

認是明湖疏俊客，載娉婷、不是閒桃葉。

神仙侶、未華髮。

相逢我亦鷗盟結。倩樵青、竹根吹火，同傾香雪。

髩霧衣雲湘簾影，依約玉牋親疊。

料敲得、新聲纔帖。

恰對遙峰眉暈澹，展顰痕、也羨雙飛翼。

此身世、嶠壺埒。

其二

無奈飄零苦。悵重逢、翩翩風貌，已非前度。

一自江關烽烟起，兩載軍聲如虎。

便寂莫、庾郎詞賦。

幾度逢人頻問訊，道烏巾、紅袖俱黃土。

無處覓、亂山墓。

銀燈雙影良宵午。怪秋風、霎時吹作，花淒月楚。

碧玉香詞朱樓夢，一例劫灰分付。

又誰料、殘牋猶護。

惆悵夕陽桃片畔，卷湘簾、重展烏絲譜。

當日事、感而訴。

## 研究
- 清代憶語體作品之比較研究：以《影梅庵憶語》、《浮生六記》、《秋燈瑣憶》為例，江慧玲撰，國立臺灣師範大學國文學系教學碩士班，2008年6月。
- 清代閨秀詞人關鍈與性別閱讀，邱湘茵著，國立暨南國際大學中國語文學系研究計畫，2011年7月1日。
- 西溪蔣坦與秋燈瑣憶，鄭發楚，杭州出版社，2012年12月1日。